# Boys Like Girls
I Boys Like Girls sono un gruppo musicale emo pop statunitense, formatosi a Boston nel 2005.

## Storia del gruppo
Alla formazione originaria, con Martin Johnson alla chitarra, Bryan Donahue al basso e John Keefe alla batteria, si aggiunge in un secondo momento il chitarrista Paul DiGiovanni. Acquistano celebrità aprendo concerti di artisti come Butch Walzer e Cute Is What We Aim For e nell'agosto del 2006 pubblicano il loro omonimo album di debutto, con la Columbia Records-Red Ink. Dall'album vengono estratti i singoli Hero/Heroine, The Great Escape, Heels Over Head e Thunder, che raggiunge la prima posizione nella Billboard Top Heatseekers.. Votata da Spin come gruppo dell'anno nel marzo 2007, l'anno successivo aprono il Best Damn Tour di Avril Lavigne negli Stati Uniti e condividono il palco del Soundtrack of Your Summer Tour con Good Charlotte, The Maine e Metro Station. Il 4 novembre 2008 esce Read Between the Lines, loro primo DVD.
Nel settembre del 2009 è uscito invece "Love Drunk", secondo album del quartetto che vede nella tracklist anche la collaborazione con Taylor Swift, "Two Is Better Than One", secondo singolo dopo "Love Drunk", che vede nel videoclip Ashley Tisdale come special guest.

## Formazione

### Formazione attuale
- Martin Johnson – voce, chitarra (2005-presente)
- Paul DiGiovanni – chitarra, cori (2005-presente)
- John Keefe – batteria (2005-presente)
- Morgan Dorr – basso, cori

### Ex componenti
- Bryan Donahue – basso, cori (2005-2011)

## Discografia

### Album in studio
- 2006 – Boys Like Girls
- 2009 – Love Drunk
- 2012 – Crazy World
- 2023 – Sunday at Foxwoods

### EP
- 2007 – AOL Music Sessions
- 2012 – Crazy World EP

### Singoli
- 2006 – Hero/Heroine
- 2007 – The Great Escape
- 2008 – Thunder
- 2008 – Heels Over Head
- 2009 – Love Drunk
- 2009 – Two Is Better Than One (feat. Taylor Swift)

## Videografia

### Album video
- 2008 – Read Between The Lines

### Video musicali
- 2006 – Hero/Heroine (versione 1)
- 2007 – Hero/Heroine (versione 2)
- 2007 – The Great Escape
- 2008 – Thunder'
- 2008 – Heels Over Head (live)
- 2009 – Love Drunk
- 2009 – Two Is Better Than One
- 2010 – Heart Heart Heartbreak
- 2012 – Be Your Everything
- 2023 – Blood & Sugar